# 双江街道 (峨山县)
双江街道，是中华人民共和国云南省玉溪市峨山彝族自治县下辖的一个街道办事处，是县政府所在地，为全县政治、经济、文化的活动中心。距离省城昆明市118公里，距玉溪市24公里。东与玉溪市红塔区，南与石屏县比邻，东南与小街街道、西与化念镇、北与岔河乡接壤。地处峨山坝子中部，因猊、练两江萦回绕城，故名。交通便利，玉元高速公路纵贯东西。

## 历史
南诏末年（880年）在今县城西北40里嶍猊寨设嶍峨部，元代处设县。明朝初迁县治于城北2里嶍山之阳，后迁至今地。明清两代均称为嶍峨县城。1930年改称峨山县城。1934年始设双江镇。1951年改名城关镇，1976年并入城关公社设城关大队，1983年4月，又分城关公社7个大队成立城关镇，1985年恢复名称双江镇。1998年11月1日高平乡、锦屏乡并入双江镇，2011年4月1日撤镇设街道。

## 行政区划
双江街道下辖以下地区：
双江社区、柏锦社区、登云社区、山后厂社区、沐勋社区、大白邑社区、石泉社区、土官社区、富泉村、厂上村、新村、桃李村、宝山村、高平村、总果村和小法那村。

## 人口
2011年末全街道总人口48091人，其中彝族21840人，汉族19495人。人口密度150人/平方公里，人口自然增长率2.69‰。